# فرانسیسکو پیکاسو
فرانسیسکو پیکاسو (به اسپانیایی: Francisco Picasso) (زادهٔ ۱۹ ژوئن ۱۹۸۲) شناگر اهل اروگوئه است.